# Schutzkragen (Medizin)
Ein Schutzkragen (auch Halskragen, Leckschutz, Halskrause, englisch cone of shame) ist eine meist trichterförmige, steif abstehende medizinische Vorrichtung, die am Hals von verletzten oder operierten Tieren befestigt wird. Sie soll die Tiere daran hindern, an einer Wunde zu lecken oder zu kratzen.
Bei Hunden wird der Schutzkragen oft am Halsband befestigt. Bei Katzen und anderen Kleintieren wird der Schutzkragen um den Hals gelegt und geschlossen. Die einfachsten Schutzkragen sind aus festem Kunststoff, aufwändigere aus weicheren Materialien.
Der Kragen beeinträchtigt die Tiere jedoch, indem er das Tasten mit den Tasthaaren behindert, das Gesichtsfeld einschränkt und das Hören stark erschwert. Die meisten Tiere gewöhnen sich nach ein paar Tagen an den Schutzkragen. In seltenen Fällen reagieren Tiere so verstört, dass ihnen der Kragen ganz oder für die Mahlzeiten abgenommen werden muss.

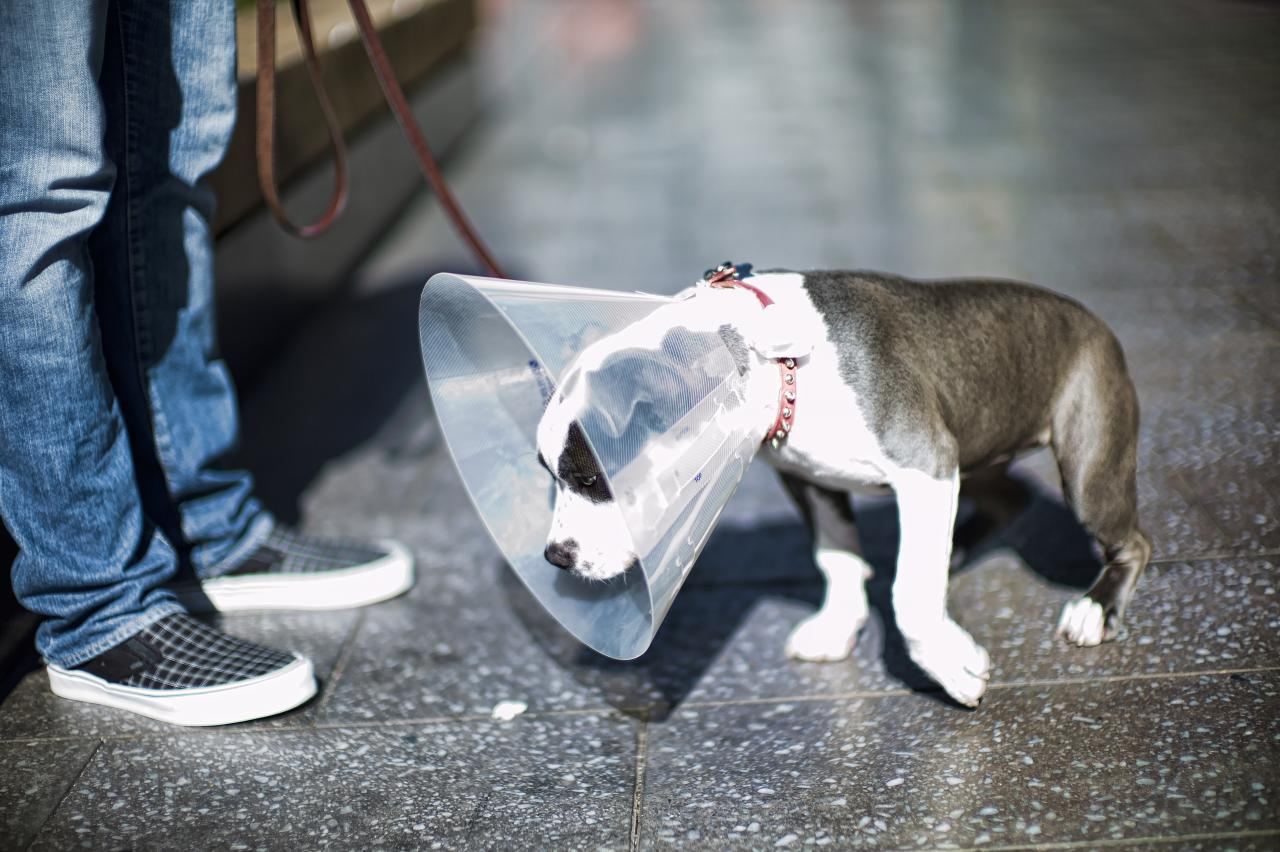
Hund mit Schutzkragen
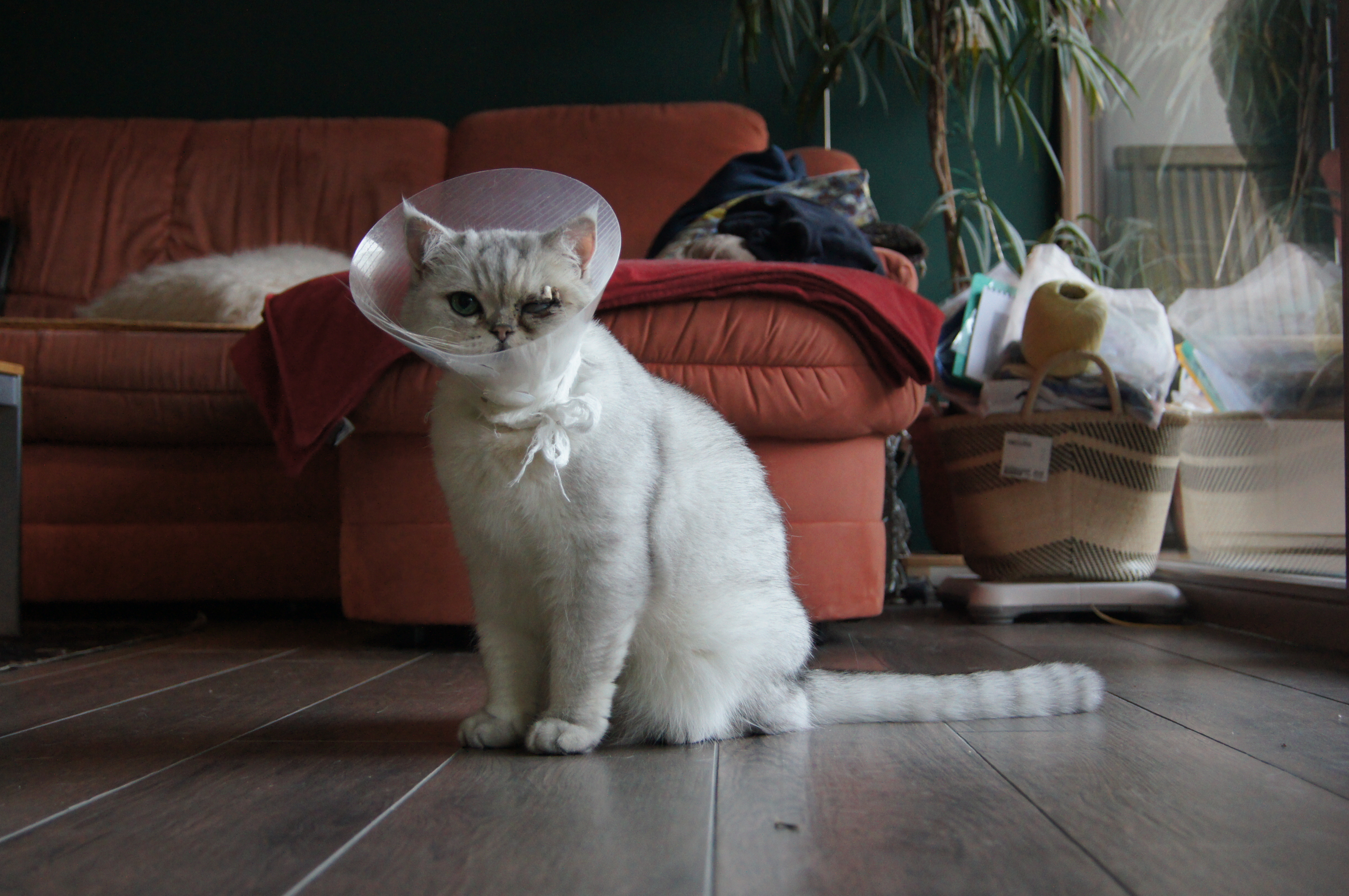
Hauskatze mit Schutzkragen
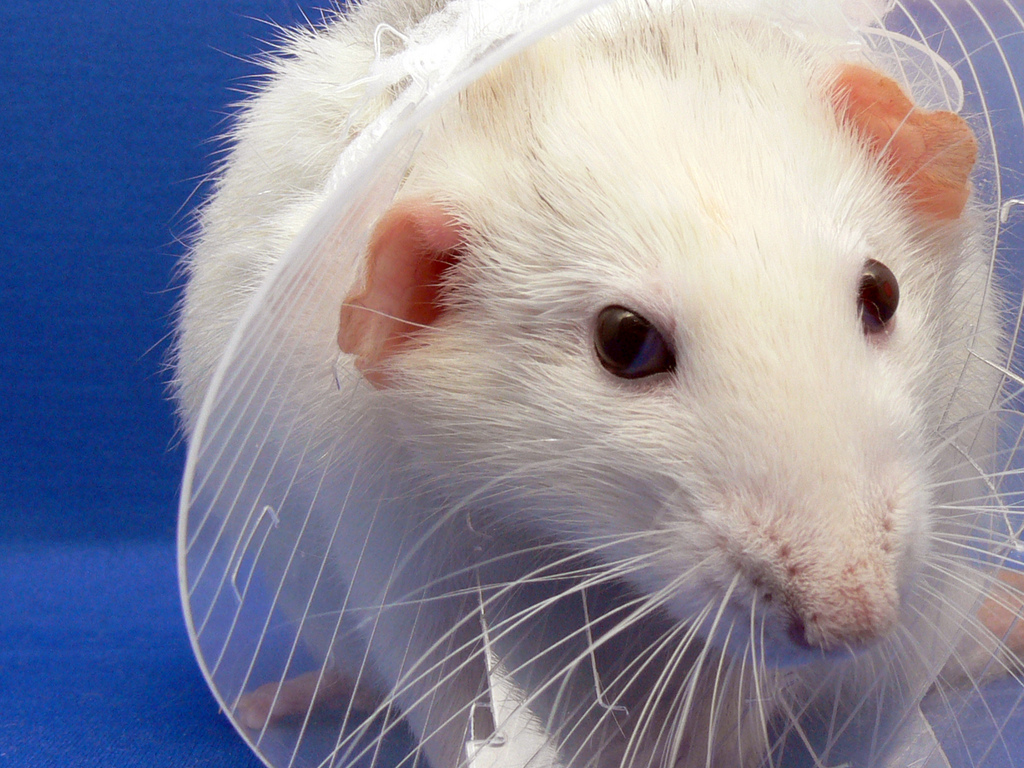
Ratte mit Schutzkragen
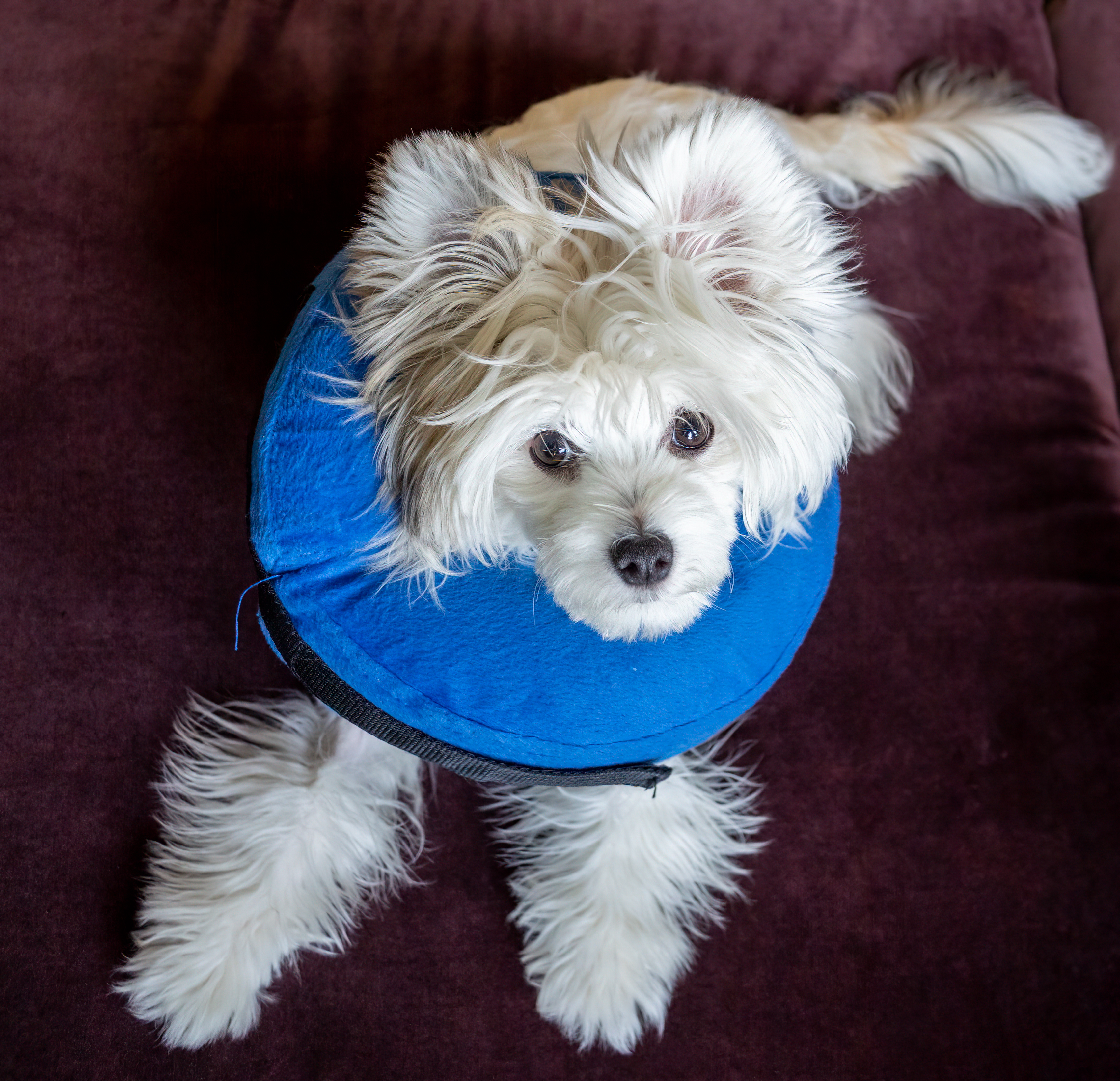
Hund mit aufblasbarem Schutzkragen